# Ifosfamide
Ifosfamide (IFO), được bán dưới thương mại là Ifex cùng với một số những tên khác, là một loại thuốc hóa trị liệu được sử dụng để điều trị một số loại ung thư. Các dạng ung thư này bao gồm ung thư tinh hoàn, sarcoma mô mềm, osteosarcoma, ung thư bàng quang, ung thư phổi tế bào nhỏ, ung thư cổ tử cung và ung thư buồng trứng. Thuốc được tiêm vào tĩnh mạch để đi vào cơ thể.
Tác dụng phụ thường gặp bao gồm rụng tóc, nôn mửa, máu trong nước tiểu, nhiễm trùng và các vấn đề về thận. Các tác dụng phụ nghiêm trọng khác có thể có như ức chế tủy xương và giảm mức độ ý thức. Sử dụng trong khi mang thai có thể sẽ gây hại cho em bé. Ifosfamide được xếp vào loại các tác nhân alkyl hóa và họ các thuốc mù tạt. Chúng hoạt động bằng cách tác động đến quá trình nhân đôi DNA và tạo ra RNA.
Ifosfamide đã được chấp thuận cho sử dụng y tế tại Hoa Kỳ vào năm 1987. Nó nằm trong danh sách các thuốc thiết yếu của Tổ chức Y tế Thế giới, tức là nhóm các loại thuốc hiệu quả và an toàn nhất cần thiết trong một hệ thống y tế. Chi phí bán buôn ở các nước đang phát triển là khoảng 7,35 đến 70,70 USD cho mỗi lọ 2 gm. Ở Anh, cùng liều này tốn khoảng 130,04 pound Anh.